# 狗仔隊

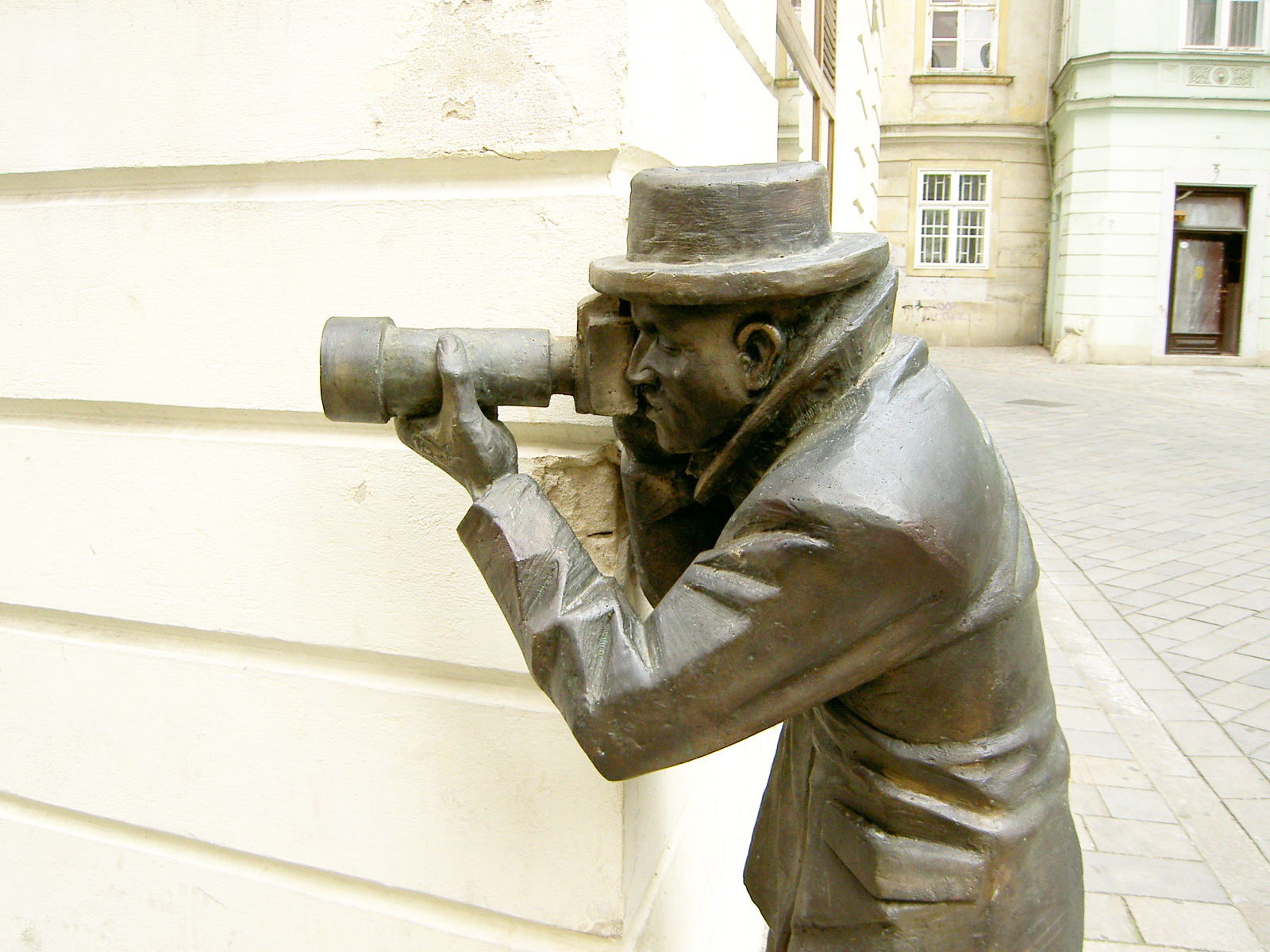
位於斯洛伐克共和國首都布拉迪斯拉發的狗仔隊雕像

狗仔隊指一些跟蹤、監視知名人士（例如演藝人員、政治人物、皇室成員、運動員及商業人士等），然後偷拍、竊聽及翻查垃圾等活動的記者。此外，亦可解作專門負責跟蹤及拍攝疑犯的部門。

## 起源
狗仔隊這種職業在1958年首次出現，原為意大利文「Paparazzi」是意大利姓氏Paparazzo所对应的单词“蚊子”的复数形式。1960年及1963年，意大利導演费德里柯·费里尼在電影《甜蜜生活》（La Dolce Vita）及《八部半》中製造出一个名叫Paparazzo的角色，是一个专门拍摄名人隐私的记者。從此「Paparazzi」就成為那些專門搜刮名人私人生活的形象。狗仔隊一詞則是起源自香港粵語，形容像小狗一樣趴著偷拍。

## 形式
狗仔隊通常會在目標人物出沒地點守候，進行拍攝或偷拍，並貼身跟蹤目標人物。他們甚至會搜索目標人物停留過的房間，連丟棄的垃圾也不放過，務求知道目標人物不為人知的生活細節。
狗仔隊對目標人物造成很大的困擾，除了跟隨不捨帶來的麻煩外，亦侵犯了目標人物的隱私，令目標人物彷彿24小時活在公眾的監察之中。
但狗仔隊一般認為，自己對目標人物帶來幫助多於滋擾。狗仔隊為目標人物，尤其是藝人帶來人氣，令更多人留意。狗仔隊本身也是一門賺錢的行業，一幅震撼性的照片，在歐洲、美國等地可賣得價錢數以萬美元計。
除了追蹤的攝影記者被稱為狗仔隊，政府政風單位專門抓不正當行為的公務員（例如：搞婚外情、喝花酒、出入不正當場所、收賄賂等），這種被稱為政風狗仔。
另外徵信社通常也有狗仔隊的功能。

## 狗仔隊引起的事件
- 1997年8月31日，威爾斯王妃戴安娜的司機保羅在法国巴黎駕車擺脫狗仔隊跟蹤時發生車禍，王妃本人及其男友多迪喪生，令人關注狗仔隊對目標人物的滋擾。[2][3]
- 1998年，香港東方報業集團旗下《東方日報》與壹傳媒的一單訴訟，被最高法院判以敗訴。《東方日報》於是採取連串報復行動，包括在報章發表激烈言論，並且連續三天派狗仔隊跟蹤上訴庭法官高奕暉；結果被律政司控以藐視法庭，總編輯黃陽午被判入獄四個月，東方報業集團被判罰款500萬港元。
- 近年來亦有一些香港明星，包括一些巨星，頻繁受到狗仔隊的騷擾而告到法庭，如張學友、成龍等。2006年，組合Twins的鍾欣潼在馬來西亞雲頂高原一次演出中被香港《壹本便利》週刊記者偷拍其更衣畫面。該批照片被刊登在同年8月22日出版的《壹本便利》第761期，引起軒然大波，香港演藝人協會對此强烈不滿，并召開記者會聲討。成龍、張學友等人更是呼籲香港政府頒佈法律以制止有關不良行爲。
- 2004年，張學友因為香港狗仔隊跟蹤偷拍其家人，亦有同部份傳媒發生衝突，而此年《壹周刊》刊登出他與其妻子羅美薇不和分居的消息，令張學友於當年通過法律手段起訴《壹週刊》，並於2005年勝訴。當時香港著名娛樂記者查小欣亦稱個性溫和的張學友被狗仔隊激怒事件為「佛都有火」。[4]另外張學友曾于1995年創作歌曲《過敏世界》借此諷刺狗仔隊唯恐天下不亂的行事作風。
- 2005年，台灣藝人周杰倫因不滿狗仔隊跟踪自己的私人情感生活，多次和狗仔隊發生衝突，憤然寫下一首名為《四面楚歌》的歌曲，發表在自己的音樂專輯《十一月的蕭邦》中。在歌詞中，他譏諷娛樂新聞記者像狗那樣為了幾根肉骨頭而搜刮自己的隱私，以示不滿和抗議。[5][6][7]
- 2008年7月23日下午，參加梁朝偉和劉嘉玲在不丹舉行的婚禮後，李亞鵬和王菲及家人準備返回北京，在泰國機場遭遇香港《忽然一周》周刊派出的狗仔隊強行拍攝。狗仔隊不滿足於拍攝李、王二人，開始將鏡頭對準李患有先天裂顎的女兒李嫣，遭到李的反感，隨即對狗仔隊動粗（包括掐住男狗仔脖子，在女狗仔故意挑釁下扇男狗仔耳光等肢體攻擊行為），以保護家人不遭受無辜挑釁和傷害。事後雙方均遭泰國警方傳訊，以互相道歉化解衝突。
- 2012年3月29日，蘋果動新聞的狗仔隊拍到周杰倫與昆凌以及朋友20餘人吃鐵板燒，周杰倫不滿狗仔隊作風，與狗仔隊互相拍攝，雙方起爭執。[8][9]此后周杰伦将当天反拍狗仔的影片剪辑成《冻新闻》MV以嘲讽狗仔。[10]

- 2018年4月24日，香港港島區立法會議員許智峯在立法會會議室外，取走保安局一名女行政主任的政府手機，衝入男洗手間內10分鐘，一度拒絕歸還。查閱期間，許智峯發現電話內記錄了大量立法會議員的個人資料、於近月多次立法會會議出入記錄以及身處位置及時間，質疑此做法侵犯議員私隱，並將會向私隱專員提出投訴。惟個人資料私隱專員公署私隱專員黃繼兒指出，政府執行通傳及應變職務並不牴觸《私隱條例》。[11][12]

## 立法「反狗仔隊」的可行性
2005年10月，藝人出身的美國加州州長阿诺·施瓦辛格簽署通過《反狗仔隊法》，2006年生效；該法案對“以非法手段取得名人照片者”處以高額罰金，僱主連帶受罰。
臺灣世新大學廣電系助理教授管中祥反對制訂“反狗仔隊”專法，因為強勢的公眾人物被狗仔隊侵擾時大都有反制能力，反而是弱勢的受訪者無力保護自己，因此修正現行法律即可。中國文化大學新聞系講師馬西屏認為，不應該用法律限制狗仔隊，而應該由市場機制與社會進步的共同認知來淘汰狗仔隊。